# Saddle River (Nueva Jersey)
Saddle River es un borough ubicado en el condado de Bergen en el estado estadounidense de Nueva Jersey. En el año 2010 tenía una población de 3.152 habitantes y una densidad poblacional de 244,34 personas por km².

## Geografía
Saddle River se encuentra ubicado en las coordenadas 41°1′35″N 74°5′55″O / 41.02639, -74.09861.

## Demografía
Según la Oficina del Censo en 2000 los ingresos medios por hogar en la localidad eran de $134,289 y los ingresos medios por familia eran $152,169. Los hombres tenían unos ingresos medios de $100,000 frente a los $61,458 para las mujeres. La renta per cápita para la localidad era de $85,934. Alrededor del 3.6% de la población estaba por debajo del umbral de pobreza.